# Antonio D’Agostino
Antonio D’Agostino (* 25. Januar 1938 in Catanzaro) ist ein italienischer Pornofilmregisseur.

## Leben
Bereits mit seinem ersten Film, La ceremonia dei sensi, erregte D'Agostino 1979 Aufsehen, da er in diesem erotische Szenen mit modernen Interpretationen des Lebens Christi mischte. Im 1980 entstandenen Eva Man spielte er ebenso mit der Sensationslust des Publikums durch die Besetzung der Hauptrolle mit Eva Robins, dem ersten transgeschlechtlichen Star der italienischen Filmindustrie. Beide Filme fanden durch ihre ungewöhnliche Themenwahl auch abseits der Pornofilmindustrie Beachtung und Publikum. Ab 1981 widmete sich D'Agostini, fast durchgehend unter dem Pseudonym Richard Bennet(t), dem herkömmlichen Pornofilm, oft mit Rossana Doll, und brachte keine erwähnenswerten Filme mehr zustande.
Neben seinen eigenen Filmen drehte er auch Dokumentationen über die Pornofilmindustrie Mitte der 1980er Jahre. Gegen Mitte des folgenden Jahrzehntes verließ D'Agostino die Filmindustrie.

## Filmografie (Auswahl)
- 1979: La ceremonia dei sensi
- 1980: Eva Man